# Weekly Playboy
Weekly Playboy (週刊プレイボーイ, Shūkan Pureibōi) également connu sous le nom de Shūpure (週プレ) ou, en abrégé, WPB est une revue japonaise hebdomadaire publiée par Shūeisha depuis 1966.
Ce magazine n'est pas une édition régionale de la revue américaine PlayBoy. Cette dernière, publiée également par Shūeisha, porte le nom de Monthly Playboy (MPB).

## Personnes connues dans WPB
- Journalistes :
  - Bakusho Mondai
  - Yujiro Ishihara
  - Chol-Hwan Kang
  - Takeshi Kaikō
  - Hitoshi Matsumoto
  - Tarō Okamoto
- Mannequins de charme :
  - Saki Aibu
  - Yui Aragaki
  - Leah Dizon
  - Risa Machi (Miss Shūpure 2006)
  - Akina Minami
  - Aki Hoshino
  - Sayaka Isoyama
  - Mayuko Iwasa
  - Yukie Kawamura
  - Ayaka Komatsu
  - Yoko Matsugane
  - Yuko Ogura
  - Saaya Irie
  - Ai Takabe (Miss Shūpure 2005)
  - Erika Toda
  - Erina Yamaguchi
  - Misako Yasuda
- Idoles de la vidéo pour adultes :
  - Ran Asakawa
  - Hikari Hino
  - Hitomi Kobayashi
  - Yuri Komuro
  - Hikaru Koto
  - Kimiko Matsuzaka
  - Miki Sawaguchi
- Actrices de films roses (Pinku eiga) :
  - Naomi Tani

## Manga et WPB
- Lady Snowblood (修羅雪姫?) par Kazuo Koike et Kazuo Kamimura
- Modena no ken (モデナの剣?) par Satoshi Ikezawa
- My Favorite Carrera (彼女のカレラ My Favorite Carrera?) par Kia Asamiya
- Ore no sora (俺の空?) par Hiroshi Motomiya
- Taiyō no makibaō (たいようのマキバオー?) par Tsunomaru
- Ultimate Muscle (キン肉マンII世?) par Yudetamago